# Lou de Laâge
Pour les articles homonymes, voir Famille de Laage.
Lou de Laâge, née le 27 avril 1990 à Bordeaux, est une actrice française.

## Biographie
Née d'un père journaliste à Sud Ouest, Dominique de Laâge (1958-2018), de la famille de Laâge, et d'une mère peintre, elle passe sa jeunesse entre Bordeaux et Montendre (Charente-Maritime). Après un bac littéraire, elle intègre l'école de théâtre parisienne Claude Mathieu pour devenir actrice.
Elle fait ses débuts au cinéma en 2011 dans la comédie J'aime regarder les filles. Elle joue la jeune fille dont le héros, incarné par Pierre Niney, tombe amoureux. La même année, elle tient le premier rôle du film à petit budget Nino (une adolescence imaginaire de Nino Ferrer), écrit et réalisé par Thomas Bardinet.
En 2013, elle fait partie de la distribution du drame hippique Jappeloup, réalisé par Christian Duguay, aux côtés de Guillaume Canet, Marina Hands et Daniel Auteuil. Son jeu lui vaut d’être nommée dans la catégorie meilleur espoir féminin lors des César 2014. Elle fait aussi partie du casting de la comédie dramatique Des gens qui s'embrassent, réalisée par Danièle Thompson.

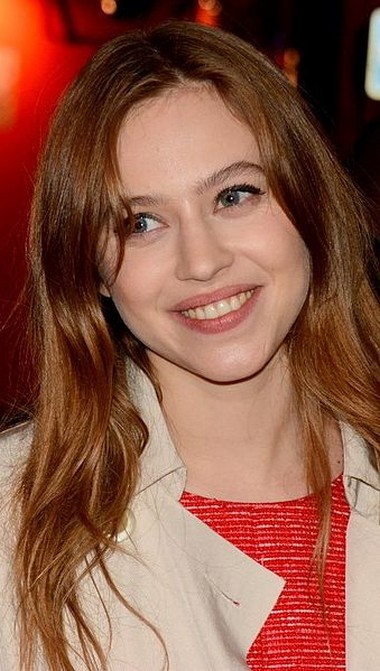
Lou de Laâge à la 39e cérémonie des César en 2014, où elle est nommée pour Jappeloup.

En 2014, elle partage l'affiche du drame intimiste Respire, second long-métrage de Mélanie Laurent, avec Joséphine Japy. Cette fois, elle est nommée au César 2015 du meilleur espoir féminin.
En 2015, elle apparaît dans deux projets franco-italiens : elle partage l'affiche du drame indépendant Le Tournoi avec Michelangelo Passaniti, puis seconde Juliette Binoche, actrice principale de L'Attente, co-écrit et réalisé par Piero Messina.
L'année suivante, elle incarne l'héroïne du drame historique Les Innocentes, réalisé par Anne Fontaine, pour lequel elle remporte le Prix Romy-Schneider 2016. Elle reste dans le registre historique pour le drame portugais Le Cahier noir, réalisé par Valeria Sarmiento.
En 2019 sort la satire Blanche comme neige, nouveau projet d'Anne Fontaine. Lou de Laâge y a pour principale partenaire Isabelle Huppert. En juin de la même année, elle fait partie du jury de Sandrine Bonnaire lors du 33e Festival du film de Cabourg.
Elle apparaît ensuite dans Boîte noire de Yann Gozlan, avec Pierre Niney, sorti en 2021.
En 2023, elle joue le rôle principal du film Coup de chance de Woody Allen.

## Filmographie

### Cinéma

#### Longs métrages

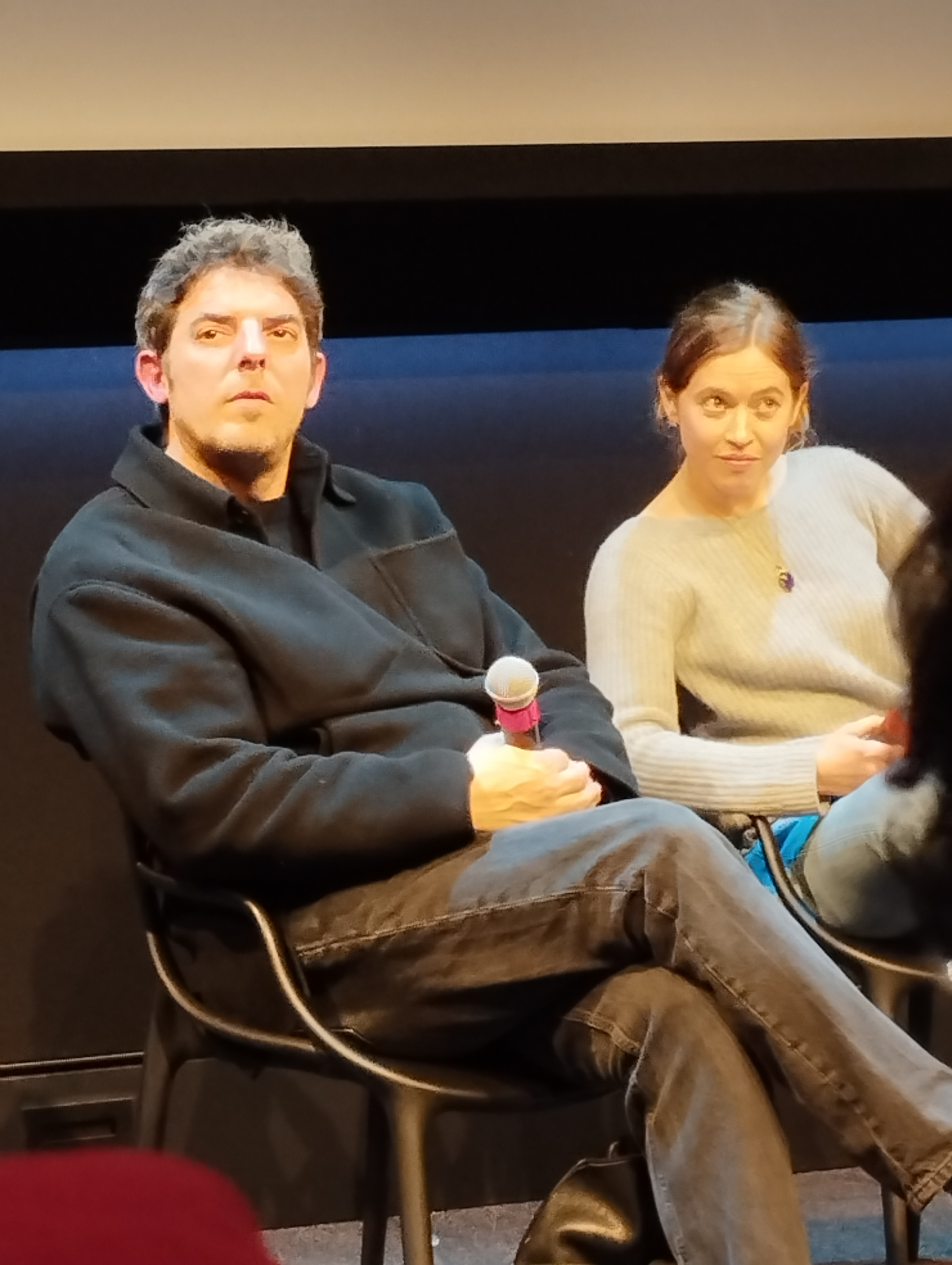
Damien Bonnard et Lou de Laâge lors d'une rencontre autour du coaching d'acteur au Forum des images, en novembre 2023.

- 2011 : J'aime regarder les filles de Frédéric Louf : Gabrielle
- 2011 : Nino (une adolescence imaginaire de Nino Ferrer) de Thomas Bardinet : Natacha
- 2013 : Jappeloup de Christian Duguay : Raphaëlle Dalio
- 2013 : Des gens qui s'embrassent de Danièle Thompson : Noga
- 2014 : Respire de Mélanie Laurent : Sarah
- 2015 : Le Tournoi d'Élodie Namer : Lou
- 2015 : L'Attente (L'attesa) de Piero Messina : Jeanne
- 2016 : Les Innocentes d'Anne Fontaine : Mathilde Beaulieu
- 2018 : Le Cahier noir (O Caderno Negro) de Valeria Sarmiento : Laura / Lelia
- 2019 : Blanche comme neige d'Anne Fontaine : Claire
- 2021 : Boîte noire de Yann Gozlan : Noémie Vasseur
- 2021 : Le Bal des folles de Mélanie Laurent : Eugénie
- 2022 : Le Tourbillon de la vie d'Olivier Treiner : Julia
- 2022 : Tu choisiras la vie (Alla vita) de Stéphane Freiss : Esther Zelnik
- 2023 : Coup de chance de Woody Allen : Fanny Fournier

#### Courts métrages
- 2013 : Le Ballon de rouge de Sylvain Bressollette
- 2014 : Notre Faust d'Elsa Blayau et Chloé Larouchi
- 2018 : Belle à Croquer d'Axel Courtière et Magali Pouzol
- 2019 : L'épisode de Simon Bonanni

### Télévision
- 2010 : Les Petits Meurtres d'Agatha Christie d'Éric Woreth : Clémence Mouson (saison 1, épisode 6 : Je ne suis pas coupable)
- 2010 : 1788... Et Demi d'Olivier Guignard : Pauline de Saint-Azur
- 2011 : La Nouvelle Blanche-Neige de Laurent Bénégui : Blanche
- 2013 : Alias Caracalla d'Alain Tasma : Suzette
- 2013 : Anna Karénine de Christian Duguay : Katerina Stcherbatskïa, dite « Kitty »
- 2025 : Étoile : Cheyenne Toussaint

### Publicité
- 2009 : Bourjois (rouge à lèvres)[8]
- 2018 : Givenchy (parfums Irrésistible)[9]

## Théâtre
- 2012 : Il était une fois... le Petit Poucet de Gérard Gelas, mise en scène Emmanuel Besnault
- 2013 : Entrez et fermez la porte, écrit et mis en scène par Raphaële Billetdoux, Théâtre Essaïon
- 2013 : C'est tout pour cette nuit d'après Princes et Princesses de Michel Ocelot, mise en scène collective
- 2014 : À la périphérie de Sedef Ecer, mise en scène Thomas Bellorini, Théâtre de Suresnes–Jean-Vilar
- 2014 : Ni Dieu ni diable d'Augustin Billetdoux, mise en scène Julie Duquenoÿ et Augustin Billetdoux, Théâtre 13
- 2015 : Danser à Lughnasa de Brian Friel, mise en scène Didier Long, Théâtre de l'Atelier
- 2016-2017 : Le Dernier Testament de James Frey, mise en scène Mélanie Laurent, Théâtre Liberté, Théâtre national de Chaillot
- 2022 : Gatsby le Magnifique de Francis Scott Fitzgerald, mise en scène Alexandre Plank, Théâtre du Châtelet

## Fiction radiophonique
- 2019 : Projet Orloff, de Tanguy Blum, Christian Brugerolle et Antoine Piombino, réalisation Pascal Deux, France Culture : Jeanne Evans[10]

## Distinctions

### Récompenses
- Prix Romy-Schneider 2016 pour Les Innocentes
- International Emmy Awards 2022 : Meilleure actrice pour Le Bal des folles

### Nominations
- César 2014 : Meilleur espoir féminin pour Jappeloup
- César 2015 : Meilleur espoir féminin pour Respire